# Joachim Puchner
Joachim Puchner (* 25. September 1987 in Vöcklabruck) ist ein ehemaliger österreichischer Skirennläufer. Er war auf die schnellen Disziplinen Abfahrt und Super-G spezialisiert und gehörte ab 2011 der Nationalmannschaft des Österreichischen Skiverbandes (ÖSV) an. Puchner wurde 2007 Vizejuniorenweltmeister im Super-G, 2010 Österreichischer Staatsmeister in der Kombination und erreichte 2011 die ersten Podestplätze im Weltcup. Seine Schwester Mirjam Puchner ist ebenfalls Skirennläuferin.

## Biografie
Puchner wurde in Vöcklabruck in Oberösterreich geboren und übersiedelte als Einjähriger mit seiner Familie nach St. Johann im Pongau im Land Salzburg. Sein Vater ist der Meteorologe Christoph Puchner. Er stand 1990 erstmals auf Skiern und fuhr im Jahr darauf das erste Kinderrennen. Puchner absolvierte das Realgymnasium in St. Johann und begann im Herbst 2010 ein Studium der Betriebswirtschaftslehre am Institut für Management in Hallwang. Er wurde nach ersten Erfolgen bei Schülerrennen im Alter von 14 Jahren in den Salzburger Jugendkader und zwei Jahre später in den Nachwuchskader des Österreichischen Skiverbandes (ÖSV) aufgenommen. Nach weiteren drei Jahren stieg er in das Europacupteam und 2009 in den A-Kader auf. Seit 2011 gehörte er der Nationalmannschaft an.
Nach Erreichen des Alterslimits fuhr Puchner im Dezember 2002 seine ersten FIS-Rennen. Der erste Europacupstart folgte im Jänner 2004, ab 2007 war er regelmäßig im Europacupeinsatz. Im Jahr 2006 nahm er an den Juniorenweltmeisterschaften in der kanadischen Provinz Québec teil und erreichte als bestes Resultat den achten Rang im Riesenslalom. Ein Jahr später gewann er bei den Juniorenweltmeisterschaften 2007 in Zauchensee die Silbermedaille im Super-G hinter dem Schweizer Beat Feuz. Zudem wurde er jeweils Neunter in der Abfahrt und im Riesenslalom.
Im Europacup gelang Puchner der Anschluss an die Spitze in der Saison 2008/09: Er fuhr am 4. Dezember im Super-G auf der Reiteralm erstmals auf das Podest und erreichte im weiteren Saisonverlauf unter anderem zwei vierte Plätze in den Abfahrten von Les Orres und Sarntal/Reinswald. Damit belegte er jeweils Rang sieben in der Abfahrts- und Super-G-Wertung sowie Rang elf im Gesamtklassement. Am 16. Jänner 2009 bestritt Puchner sein erstes Weltcuprennen, kam aber, wie auch bei seinen nächsten drei Weltcupstarts in diesem Winter, noch nicht in die Punkteränge. Am Ende der Saison wurde er bei den Österreichischen Meisterschaften 2009 Dritter im Riesenslalom hinter den arrivierten Weltcupläufern Hannes Reichelt und Mario Matt.
Am 4. Dezember 2009 gewann Puchner mit Platz 20 in der Super-Kombination von Beaver Creek seine ersten Weltcuppunkte. Die Abfahrt musste er dabei ein zweites Mal bestreiten, weil er nach einem Sturz des vor ihm gestarteten Kanadiers Louis-Pierre Hélie abgewunken wurde. Am 5. März 2010 feierte er im Super-G von Sarntal/Reinswald seinen ersten Sieg im Europacup. Damit erreichte er in der Saison 2009/10 den zweiten Platz in der Super-G-Wertung. Mit insgesamt acht Top-10-Ergebnissen erzielte er zudem Platz fünf im Gesamtklassement und jeweils Rang sechs in der Abfahrts- und Superkombinations-Wertung. Zu Saisonende wurde er Österreichischer Staatsmeister in der Super-Kombination.
Gegen Ende der Saison 2010/11 gelang Puchner der Anschluss an die Weltspitze. Nachdem ein 16. Platz, erzielt in der klassischen Kombination von Kitzbühel im Jänner 2010, sein bis dahin bestes Ergebnis im Weltcup gewesen war, fuhr er am 29. Jänner 2011 in der Abfahrt von Chamonix auf den vierten Platz. Am 13. März 2011 gelang ihm mit Platz drei im Super-G von Kvitfjell die erste Podestplatzierung, drei Tage später mit einem zweiten Platz in der Abfahrt beim Weltcupfinale in Lenzerheide die zweite. Puchner wurde in diesem Winter erstmals auch für ein Großereignis, die Weltmeisterschaften 2011 in Garmisch-Partenkirchen, nominiert. Er kam dort nur in der Super-Kombination zum Einsatz, in der er den zwölften Platz belegte. In der Weltcupsaison 2011/12 blieben Podestplätze zwar aus (bestes Ergebnis war ein vierter Platz in der Abfahrt von Kitzbühel), doch Puchner fuhr in den Disziplinen Abfahrt und Super-G insgesamt zehn Mal unter die schnellsten zehn, womit er sich in den Weltcupwertungen gegenüber dem Vorjahr um bis zu zehn Plätze verbessern konnte.
Nach Ende der Weltcupsaison kam Puchner im März 2012 beim Abfahrtstraining der Österreichischen Meisterschaften zu Sturz, wobei er einen Trümmerbruch im rechten Sprunggelenk erlitt. Obwohl er daraufhin mehrere Wochen pausieren musste und bis August kein Schneetraining absolvieren konnte, erreichte er zu Beginn der nächsten Saison 2012/13 den dritten Platz im Super-G von Lake Louise und damit seine dritte Weltcup-Podestplatzierung. Im weiteren Verlauf des Winters fuhr er weitere zwei Mal unter die besten zehn. In der Saison 2013/14 blieb ein achter Platz sein bestes Weltcupergebnis. Aufgrund ungenügender Ergebnisse zu Beginn der Saison 2014/15 kam Puchner wieder vermehrt im Europacup zum Einsatz; mit einem Sieg und einem zweiten Platz sicherte er sich die Abfahrtswertung. Am 3. April 2017 gab er nach mehreren Verletzungen seinen Rücktritt vom aktiven Rennsport bekannt.
Seit der Weltcup-Saison 2020/21 ist Puchner als Nachfolger von Hans Knauß als Kamerafahrer bei alpinen Skirennen für den ORF tätig.

## Erfolge

### Weltmeisterschaften
- Garmisch-Partenkirchen 2011: 12. Super-Kombination

### Juniorenweltmeisterschaften
- Québec 2006: 8. Riesenslalom, 19. Abfahrt
- Zauchensee 2007: 2. Super-G, 9. Abfahrt, 9. Riesenslalom

### Weltcup
- 19 Platzierungen unter den besten zehn, davon 3 Podestplätze

### Weltcupwertungen
| Saison  | Gesamt | Gesamt | Abfahrt | Abfahrt | Super-G | Super-G | Kombination | Kombination |
| Saison  | Platz  | Punkte | Platz   | Punkte  | Platz   | Punkte  | Platz       | Punkte      |
| ------- | ------ | ------ | ------- | ------- | ------- | ------- | ----------- | ----------- |
| 2009/10 | 88.    | 53     | 52.     | 7       | –       | –       | 25.         | 46.         |
| 2010/11 | 29.    | 283    | 15.     | 173     | 21.     | 81      | 28.         | 29          |
| 2011/12 | 21.    | 506    | 12.     | 270     | 11.     | 204     | 25.         | 32          |
| 2012/13 | 24.    | 278    | 18.     | 114     | 8.      | 154     | 24.         | 10          |
| 2013/14 | 57.    | 109    | 36.     | 30      | 23.     | 79      | –           | –           |
| 2014/15 | 90.    | 54     | –       | –       | 28.     | 49      | 38.         | 5           |

### Europacup
- Saison 2008/09: 7. Abfahrtswertung, 7. Super-G-Wertung
- Saison 2009/10: 5. Gesamtwertung, 2. Super-G, 6. Abfahrt, 6. Super-Kombination
- Saison 2014/15: 1. Abfahrtswertung
- 9 Podestplätze, davon 3 Siege:

| Datum            | Ort                   | Land       | Disziplin |
| ---------------- | --------------------- | ---------- | --------- |
| 5. März 2010     | Sarntal/Reinswald     | Italien    | Super-G   |
| 15. Januar 2015  | Altenmarkt-Zauchensee | Österreich | Abfahrt   |
| 22. Februar 2017 | Sarntal/Reinswald     | Italien    | Abfahrt   |

### Weitere Erfolge
- Österreichischer Staatsmeister in der Super-Kombination 2010
- 8 Siege in FIS-Rennen